# Hero’s
HERO’S – istniejąca w latach 2005–2008 japońska organizacja mieszanych sztuk walki, należąca wraz z K-1 do Fighting and Entertainment Group (FEG).

## Historia
Początki działalności FEG na polu MMA sięgają 2001 r., kiedy to na turnieju K-1 Andy Memorial Japan GP obok zwykłych walk kickbokserskich znalazły się trzy pojedynki na zasadach MMA, w których zestawiono przeciwko sobie zawodników K-1 i wrestlerów (walką wieczoru był debiut w MMA Mirko Filipovicia przeciwko Kazuyuki Fujicie).
W kolejnych latach mieszane sztuki walki regularnie gościły na imprezach K-1. W maju 2004 r. FEG zorganizowało pierwszą galę całkowicie poświęconą MMA pod nazwą Romanex.
Na bazie tych doświadczeń w 2005 r. powołano do życia HERO’S. Pierwsza gala odbyła się 26 marca w Saitamie.
W latach 2005–2008 HERO’S zorganizowało 11 imprez, w tym 3 turniejowe. W jej szeregach walczyli m.in. Kazushi Sakuraba, Royce Gracie, B.J. Penn, Jérôme Le Banner czy Lyoto Machida.
13 lutego 2008 r. ogłoszono rozwiązanie HERO’S i powołanie w jej miejsce nowej organizacji pod nazwą DREAM.

## Kategorie wagowe
Początkowo podział na kategorie wagowe nie istniał, określone limity wprowadzono dopiero dla walk turniejowych:
- średnia - 70 kg
- półciężka - 85 kg

## Wybrane zasady walki
- walka toczona była na ringu o wymiarach 7,2 × 7,2 m
- liczba i długość rund ustalana w zależności od rodzaju walki, kategorii wagowej i zapisów w kontraktach (najczęściej dwie lub trzy rundy, po 5 minut).
- zabronione techniki to m.in.:
  - uderzenia łokciem w głowę
  - kopanie w głowę przeciwnika znajdującego się w parterze
  - ciosy kolanami w głowę w walce w parterze
  - uderzanie głową
  - gryzienie
  - atakowanie tylnej części głowy, krocza, oczu, otworów fizjologicznych, małych stawów.
- w przypadku nierozstrzygnięcia walki w regulaminowym czasie wybór zwycięzcy należał do sędziów oceniających według kryteriów w ściśle określonej kolejności:
  - zadane obrażenia
  - dominacja
  - agresja
  - różnica wagi

## Mistrzowie
W przeciwieństwie do innych organizacji MMA, HERO’S nie nadawała przechodnich tytułów mistrzowskich. Ekwiwalentem były tytuły mistrzów poszczególnych turniejów. Zorganizowano trzy turnieje w wadze średniej i jeden w półciężkiej.
| Rok  | Kategoria wagowa | Mistrz             | 2. miejsce     |
| ---- | ---------------- | ------------------ | -------------- |
| 2005 | średnia          | Norifumi Yamamoto  | Genki Sudo     |
| 2006 | półciężka        | Yoshihiro Akiyama  | Melvin Manhoef |
| 2006 | średnia          | Gesias Calvancanti | Caol Uno       |
| 2007 | średnia          | Gesias Calvancanti | Andre Dida     |